# Celsa
CELSA Group es va fundar el 1967 i té la seu a Castellbisbal (Barcelona). Celsa és un dels principals grups siderúrgics europeus amb la cadena de subministrament d'acer circular més gran d'Europa. És la sisena empresa catalana en volum de facturació.